# Alfonso Álvarez Mora
Alfonso Álvarez Mora (Úbeda, 1945) es un arquitecto urbanista e investigador español especializado en planificación territorial, patrimonio y asentamientos urbanos. Fundador del Instituto Universitario de Urbanística del que actualmente es presidente honorífico.

## Trayectoria
Álvarez Mora estudió arquitectura y se graduó como arquitecto en 1972 por la Escuela Técnica Superior de Arquitectura de Madrid (ETSAM). En 1976 se doctoró por la Universidad Politécnica de Madrid con la tesis titulada Los asentamientos urbanos preindustriales. Desde 1973 fue profesor de urbanismo en la Escuela Técnica Superior de Arquitectura de Madrid, y desde 1984 catedrático de universidad por oposición en la Universidad de Valladolid. Desde 2018 es profesor emérito honorífico de la Universidad de Valladolid.
Álvarez Mora realizó investigación sobre ordenación y planificación territorial en diferentes universidades. En los años 1983 y 1984 en el Instituto de Tecnología de Massachusetts (MIT) en Estados Unidos, durante 1991 en los Archivos nacionales de Francia en París, durante 1997 y 1998 en la Universidad de Roma La Sapienza, universidad en la que también estuvo de 2003 a 2004. Ha participado como investigador en diferentes planes de investigación, desarrollo e innovación tecnológica españoles como el proyecto de Producción de la vivienda y recuperación patrimonial en el marco territorial de los Centros Históricos, un programa I+D+I desarrollado entre 2004 y 2007, y el proyecto Políticas urbanas aplicadas a los conjuntos históricos: logros y fracasos. Hacia una propuesta de rehabilitación urbana como alternativa al modelo inmobiliario extensivo que se realizó de 2008 a 2011.
Entre 1993 y 1996 fue director de la Escuela Técnica Superior de Arquitectura de Valladolid.
Fue fundador y director del Instituto Universitario de Urbanística (IUU) de la Universidad de Valladolid, y desde 2019, Álvarez Mora es presidente honorífico del IUU. Ha promovido otras instituciones y herramientas de difusión de la ordenación territorial, la ciudad y el patrimonio, siendo miembro del consejo directivo de revistas como Ciudades y la revista Historia urbana. Ha impartido docencia y coordinado programas de doctorado en la universidad de Guadalajara, universidad de las Américas de Puebla, Politécnico de Milán, la Universidad Central de Venezuela, la universidad de Roma La Sapienza, entre otras.
Álvarez Mora es autor de numerosos artículos de investigación, de divulgación, libros como La remodelación del centro de Madrid de 1978, Los centros urbanos de 1980, La cuestión de los centros históricos de 2001, Centro e periferia nella formazione della Città Moderna: Roma e Madrid a confronto, del año 2000, La construcción histórica de Valladolid.Proyecto de ciudad y lógica de clase, de 2005, Paisaje de 2012.

## Obras seleccionadas
- 1978 La remodelación del centro de Madrid, editorial: Madrid Augusto, D.L, ISBN 84-336-0143-1[5]
- 1979 Madrid, las transformaciones del centro-ciudad en el modo de producción capitalista, Colegio Oficial de Arquitectos de Madrid, ISBN 84-85572-03-3[6]
- 1980 Los centros urbanos: hacia la recuperación popular de la ciudad, Madrid Nuestra Cultura, D.L., ISBN 84-7465-037-2[7]
- 2013 Políticas urbanas aplicadas a los conjuntos históricos, logros y fracasos: hacia una propuesta de rehabilitación urbana como alternativa al modelo inmobiliario extensivo, en colaboración con Víctor Pérez Eguiluz, Juan Luis de las Rivas Sanz, María A. Castrillo Romón, Luis Santos y Ganges, Marina Jiménez Jiménez, José Luis Lalana Soto, Enrique Rodrigo González, Universidad de Valladolid, Instituto Universitario de Urbanística, ISBN 978-84-695-8862-8.[8]

## Reconocimientos
- Desde 2019 presidente de Honor del Instituto Universitario de Urbanística (IUU)